# مركز زايد للتنسيق والمتابعة
إنشئ مركز زايد للتنسيق والمتابعة في عام 1999 ليكون بمثابة مركز أبحاث تابع لـ جامعة الدول العربية. سميت ومولت بشكل أساسي من قبل المغفور له الشيخ زايد بن سلطان آل نهيان، رئيس الإمارات العربية المتحدة. شغل ابنه، سلطان بن زايد آل نهيان، نائب رئيس مجلس الوزراء في دولة الإمارات العربية المتحدة، منصب رئيس مجلس الإدارة.

يقع مقر المركز في أبو ظبي، وقد استضاف المركز محاضرات لشخصيات بارزة مثل الرئيسين الأمريكيين السابقين بيل كلينتون وجيمي كارتر، نائب الرئيس الأمريكي السابق آل جور، والوزير الأمريكي السابق. دولة جيمس بيكر، والرئيس الفرنسي الأسبق جاك شيراك. ومع ذلك، أصبحت المؤسسة البحثية متورطة في الجدل عندما أصبح معروفًا أنها تنشر أيضًا وتوفر منصة لآراء معادية لأمريكا ومعادية للسامية ومعادية لإسرائيل بشكل متطرف. ونتيجة للاحتجاجات الدولية، أغلق الشيخ زايد المركز في أغسطس 2003، قائلاً
إن مركز الأبحاث انخرط في خطاب يتناقض بشكل صارخ مع مبادئ التسامح بين الأديان.

## الجدل والنقد
تزعم رابطة مكافحة التشهير أن المركز ينشر بانتظام معاداة السامية ونظرية المؤامرة، وينشر معاداة أمريكا ومعاداة السامية من خلال المتحدثين ومنشوراته الرسمية.
ووفقا لموقع ADL، وصف المتحدثون في المركز اليهود بأنهم "أعداء كل الأمم" و"غشاشون لا يعرف جشعهم حدودا". بروتوكولات حكماء صهيون، وهي عبارة عن تزييف معاد للسامية سيئ السمعة إنشئت في القرن التاسع عشر لتشويه سمعة اليهود، اعتبرت وصفًا واقعيًا لخطة يهودية "للسيطرة على العالم". واتهم المتحدثون إسرائيل بمحاولة تعقيم أطفال الفلسطينيين عن طريق ربط المياه "التي تستخدمها بعض المدارس الفلسطينية" بالمواد الكيميائية. انخرط بعض المتحدثين باسم زايد في محاولات إنكار المحرقة.
وكان من بين المتحدثين السيد رامي طهبوب، مستشار ملف القدس للشؤون العربية، الذي ادعى أن إسرائيل تحاول السيطرة على السكان الفلسطينيين من خلال استخدام "الأدوية الكيماوية"، بحسب موقع مركز زايد الإلكتروني؛ مايكل كولينز بايبر، كاتب سياسي مقيم في واشنطن ومنظر مؤامرة، الذي ادعى إن بروتوكولات حكماء صهيون "ليست نظرية بل حقيقة واقعة"، وأن إسرائيل تطور قنبلة عرقية ستقتل العرب فقط، وأن الموساد كان مسؤولاً عن اغتيال بروتوكولات حكماء صهيون جون ف. كينيدي، وفضيحة ووترغيت وقضية مونيكا لوينسكي؛ وليندون لاروش، الذي تحدث عن التمويل العالمي واقتراحه لإنشاء طريق سريع عابر للقارات. ذكرت رابطة مكافحة التشهير أن لاروش قال أيضًا إن هجمات 11 سبتمبر 2001 لم يكن من الممكن أن تحدث دون "تواطؤ" مسؤولين أمريكيين رفيعي المستوى، وأن أسامة بن لادن "لم يكن بإمكانه أبدًا" تنظيم الهجمات، وأن السياسة الخارجية للولايات المتحدة بيعت لمجموعة من "رجال العصابات اليهود" و"الصهاينة المسيحيون". عارض لاروش إغلاقه.

## روابط خارجية
- مقال عن المركز من مشروع صناع القرار العرب
- طلاب من أجل مدرسة اللاهوت الأخلاقية نسخة محفوظة 3 فبراير 2022 على موقع واي باك مشين. يحتوي على روابط لمزيد من المقالات
- ملف عن مركز زايد من إعداد معهد بحوث الإعلام في الشرق الأوسط - MEMRI ملف في ثلاثة أجزاء